# Karine Haaland
Pour les articles homonymes, voir Haaland.
Karine Haaland (né le 29 août 1966) est une autrice de bande dessinée norvégienne. Active depuis le milieu des années 1990, elle se spécialise dans les comic strips satiriques, qu'elle publie aussi bien dans la presse que dans des périodiques spécialisés. Elle a également travaillé dans l'animation.

## Distinction
- 1999 : Prix Sproing de la meilleure bande dessinée norvégienne pour Våre venner menneskene: Angsten eter sjelen[1]